# Клименко, Михаил Яковлевич
Михаил Яковлевич Клименко (14 ноября 1942, Москва — 14 ноября 2007, Милан) — советский и российский тренер по спортивной гимнастике. Заслуженный тренер СССР.

## Биография
Родился 14 ноября 1942 года в Москве. Занимался спортивной гимнастикой, в 1959 году стал чемпионом СССР среди юниоров.
В 1957 году получил медаль за трудовой героизм.
После окончания спортивной карьеры работал тренером-преподавателем СДЮШОР ЦСКА (Москва). Среди его воспитанников — Елена Мухина, Алевтина Пряхина, Виктор Клименко. 
С 1989 года работал тренером в Италии, руководил центром женской олимпийской подготовки в Риме. 
В 2006—2007 годах был главным тренером-начальником спортивной команды ЦСКА по гимнастике.
Скончался 14 ноября 2007 года в Милане, в день своего 65-летнего юбилея.